# HD96097
HD96097 — хімічно пекулярна зоря спектрального класу F3, що має видиму зоряну величину в смузі V приблизно  4,6.
Вона  розташована на відстані близько 94,4 світлових років від Сонця.

## Фізичні характеристики
Зоря HD96097 обертається 
порівняно повільно 
навколо своєї осі. Проєкція її екваторіальної швидкості на промінь зору становить  Vsin(i)= 25км/сек.